# Бозец
Бозец (грч. Άθυρα, Атира) је насељено место у општини Пела у периферији Средишња Македонија, Грчка. Према попису из 2021. године било је 1.234 становника.
Према бугарском географу и историчару, Василу Канчову, у Бозецу је 1900. године живело 655 Словена хришћана. Године 1924. принудно је исељено 718 мештана у Бугарску (углавном Бјала код Варне) а на њихово место је насељен велики број грчких избегличких породица из Турске, укупно 1.133 особа. На попису из 1991. године Бозец је имао 1.613 становника, од чега је било 300 Словена, 100 Аромуна а остали су Грци.